# カルマニョーラ (ヴェネツィア)
カルマニョーラまたはラ・カルマニョーラ (イタリア語: Carmagnola, la Carmagnola) は、ヴェネツィアのサン・マルコ寺院外側の欄干に設置されている頭像の通称。本来は古代末期ローマ皇帝の像、おそらくユスティニアヌス1世をモデルとしたものだとされている。

## 概要
像のモデルはダイアデムからして明らかに後期ローマ皇帝であり、4世紀から6世紀の様式が用いられている。一部の学者は、これはユスティニアヌス1世を模ったものだと考えている。鼻が平らにつぶれているのは損傷であるとも、磨きすぎによるものともされている。寺院のファサードを飾る装飾品の中では、特に重要なものの一つである。
ラヴェンナの大司教博物館には、頭部のない斑岩像が所蔵されている。これがもともとヴェネツィアの頭像と同じ像だったのではないかとする説もある。

## 歴史
この頭像は、もともとコンスタンティノープルのフィラデルフィオンにあったものである可能性がある。例えば現在サン・マルコ寺院のサン・マルコ広場側正面にある有名なテトラルキア像は、本来フィラデルフィオンにあった。頭像が1204年の第4回十字軍によるコンスタンティノープル包囲戦で略奪されヴェネツィアに持ち帰られたものであることは、ほぼ間違いない。

「カルマニョーラ」というあだ名は、1432年5月5日にサン・マルコ広場で斬首された傭兵隊長フランチェスコ・ブッソーネ・ダ・カルマニョーラに由来する。彼の首はしばらくそこに放置されていたと考えられており、そこからサン・マルコ寺院の頭像がカルマニョーラと呼ばれるようになった。

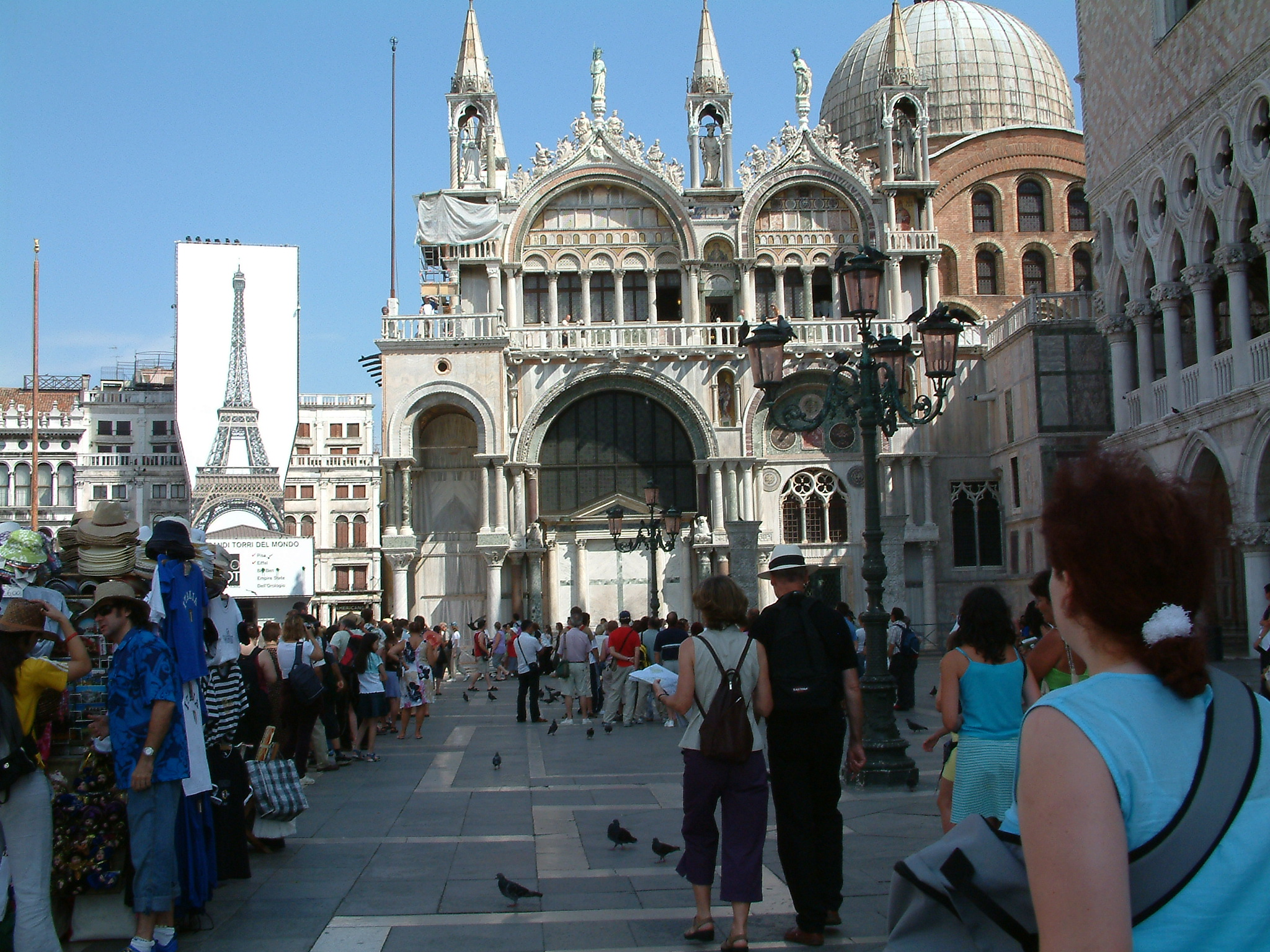
サン・マルコ寺院の側部ファサード。左側の最上部の手すりにカルマニョーラがある。
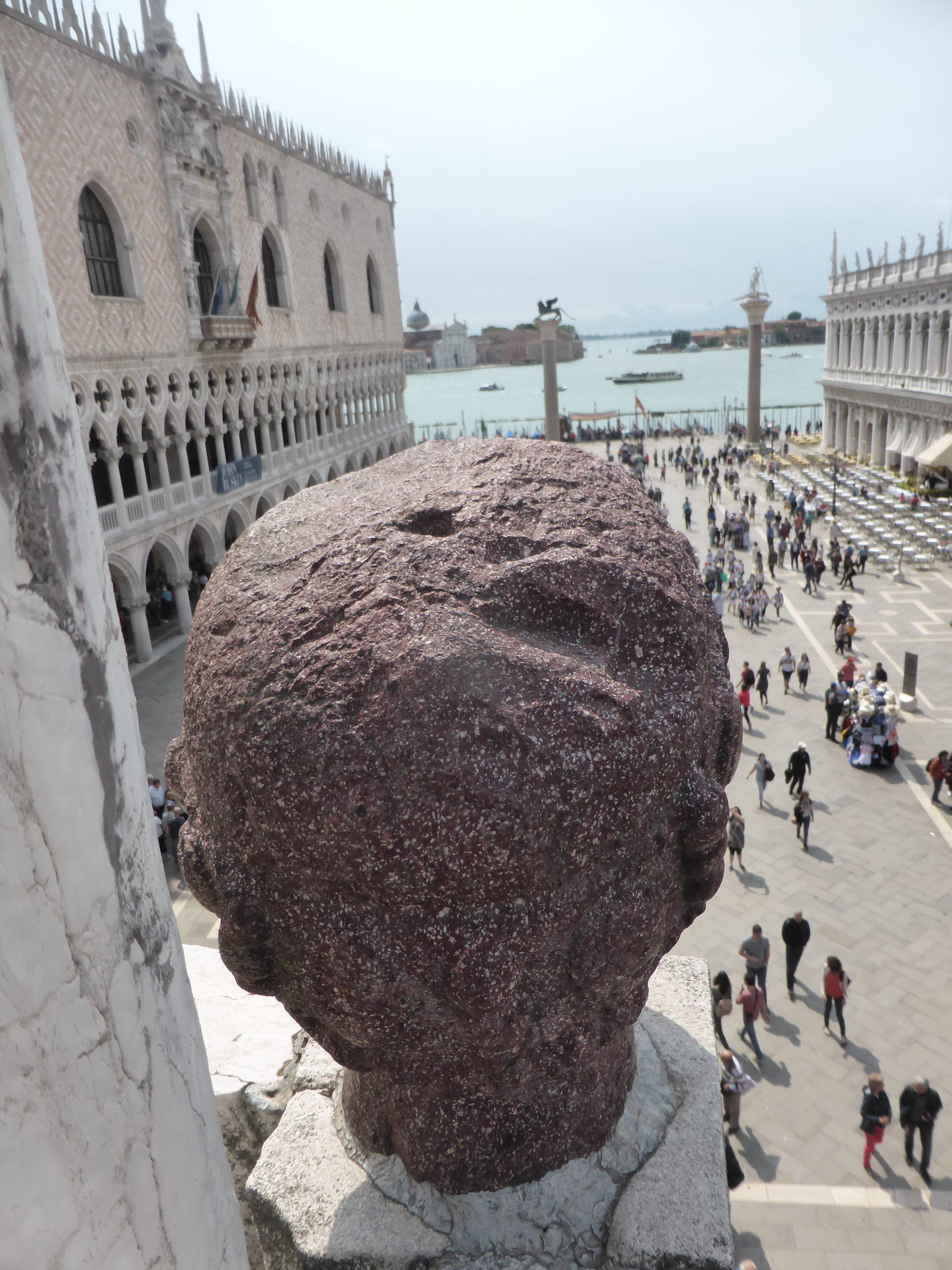
カルマニョーラの背後から見たサン・マルコ広場